# Karl von Wrangel
Friedrich Wilhelm Karl Oskar Freiherr von Wrangel fue un General de Infantería que fue notorio por su mando en la batalla de Kolding durante la Primera Guerra de Schleswig.

## Biografía

### Origen
Era hijo del Teniente General prusiano August Friedrich Ludwig Freiherr von Wrangel y de su esposa Karoline Sophie Henriette, de soltera Condesa Truchsess von Waldburg (1777-1819).

### Carrera militar
Wrangel fue educado en Culm y en la escuela de cadetes de Berlín e ingresó en el servicio militar el 13 de agosto de 1830, como teniente segundo en el 1.º Regimiento de Infantería de la Guardia. Asistió a la Academia Militar Prusiana en Berlín entre 1837 y 1840.
En diciembre de 1841, Wrangel tuvo que abandonar el servicio debido a un duelo y después de curarse de la grave herida que recibió, fue reincorporado en marzo de 1843 por el futuro Káiser Guillermo I. Al año siguiente fue asignado al Departamento de Trigonometría del Estado Mayor General en Berlín. Habiéndose convertido en teniente primero en 1846, acompañó a su tío, el Teniente General Friedrich Graf von Wrangel, cuando este último recibió el mando supremo de las tropas alemanas destinadas para la Primera Guerra de Schleswig. En consecuencia pasó a los ducados del Elba en abril de 1848. Ahí se convirtió en capitán y fue transferido al Estado Mayor General de Schleswig-Holstein, participando en las campañas de 1848 y 49.

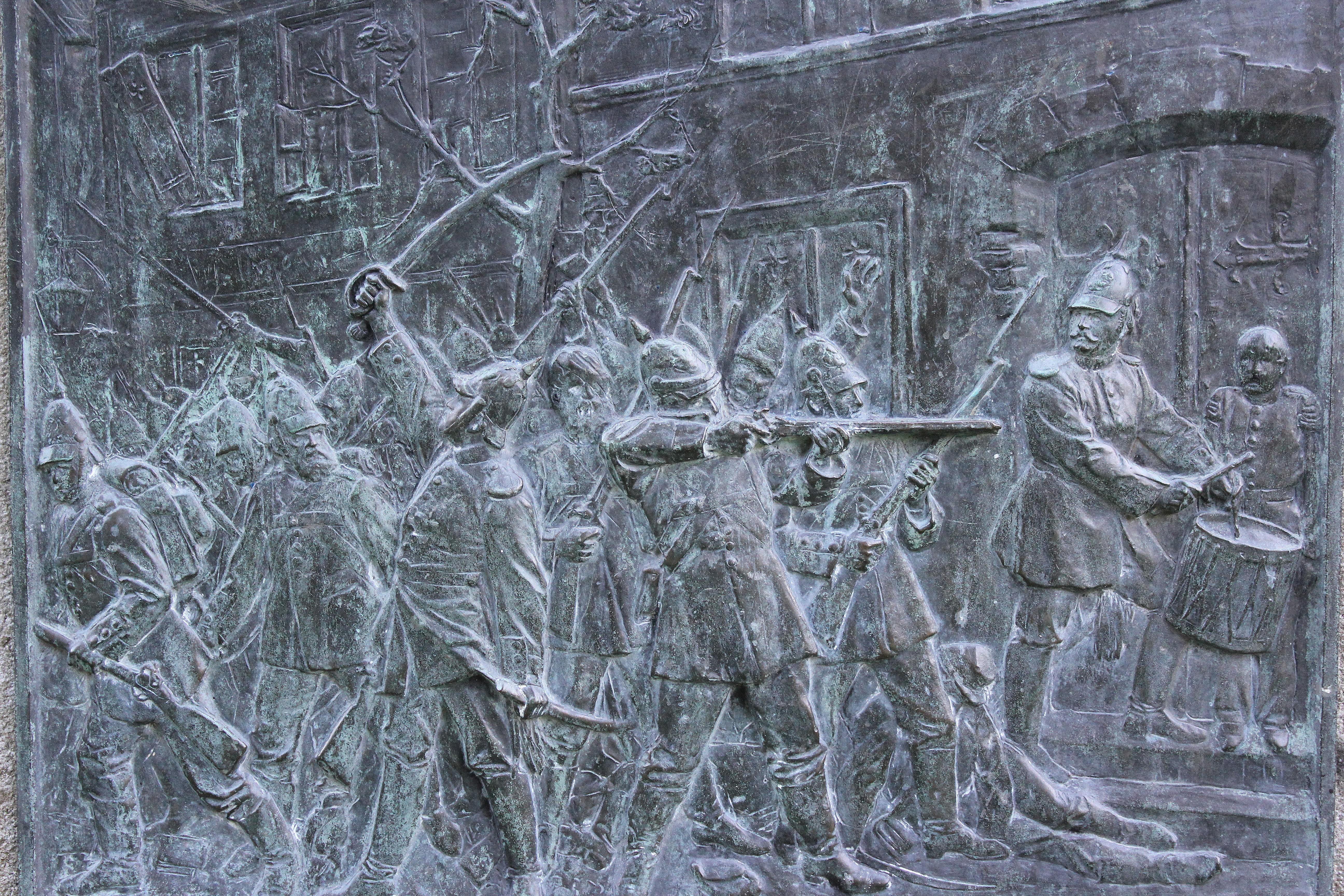
El tamborista de Kolding en el relieve prusiano del monumento en Flensburg.

Antes de eso había adquirido el apodo de "Tamborista de Kolding", que le dio un periódico. El incidente que le dio el nombre tuvo lugar el 29 de abril de 1849, durante la batalla de Kolding, que fue ocupada por habitantes de Schleswig-Holstein. Cuando dieron paso a los daneses que avanzaban, Wrangel los detuvo arrebatándole un tambor a un tamborista y empezó a tocar el ritmo doblemente rápido.
Cuando Prusia llamó a sus oficiales en abril de 1850, Wrangel se convirtió en jefe del Departamento Topográfico y solo retornó al servicio de la línea de frente como teniente coronel durante la movilización de 1859. Ahora estuvo al frente de un regimiento Landwehr, que pronto se convirtió en el 61.º (8.º Pomerano) Regimiento de Infantería en Stolp.
En la guerra austro-prusiana, se convirtió en comandante de la 26.ª Brigada de Infantería en Münster y tomó parte en la Campaña del Meno. Luchó en las batallas en Dermbach, Kissingen, Laufach, Aschaffenburg, Tauberbischofsheim y en la batalla de Gerchsheim. Por sus servicios en Gerchsheim, se le concedió la Pour le Mérite.
El 10 de agosto de 1867, fue nombrado comandante de la 18.ª División en Flensburg y promovido a teniente general en la primavera de 1868. En la guerra franco-prusiana, su división era parte del IX Cuerpo y participó en las batallas de Colombey-Nouilly, Mars-la-Tour y Gravelotte. Durante el sitio de Metz, sus tropas atacaron desde el 1 de septiembre durante la batalla de Noisseville en apoyo de la batalla defensiva del I Cuerpo prusiano estacionado en la margen oriental del Mosela. Su división se distinguió particularmente en al segunda batalla de Orleans a principios de diciembre. Desde ahí el Príncipe Federico Carlos de Prusia, Comandante en Jefe del Primer y Segundo ejércitos, telegrafió a Versalles:

El honor del día pertenece a la División de Wrangel.

Por esto Wrangel recibió las hojas de roble por su Pour le Mérite. Con la evolución de la guerra, la división de Wrangel participó en la batalla de Le Mans el 11 de enero de 1871.
Después de la conclusión de la paz, Wrangel permaneció como jefe de su división en Flensburg hasta junio de 1872, cuando se convirtió en gobernador de Posen. El 2 de septiembre de 1873, se le dio el brevet de General de Infantería. Wrangel se retiraría el 12 de diciembre de 1876. En reconocimiento a sus muchos años de servicio, Guillermo I le concedió la Gran Cruz de la Orden del Águila Roja con Hojas de Roble y Espadas el 16 de septiembre de 1881. También fue caballero de la Orden de San Juan.

### Familia
Wrangel se casó con Elisabeth Adelheid Ernestine von Strantz (25 de septiembre de 1813 en Berlín - 27 de febrero de 1891 en Sproitz) el 26 de marzo de 1843. Del matrimonio vino la hija Adda (28 de julio de 1844 en Charlottenburg - 23 de enero de 1913), quien se casó con Karl Freiherr von Liliencron († 1901), Herr auf Sproitz, chambelán y Rittmeister, el 29 de julio de 1864 en Berlín. Adda fue una prolífica escritora y fundadora y presidenta de la Liga de Mujeres de la Sociedad Colonial Alemana.

### Legado
En 1903, fue desvelado un memorial en el parque de la ciudad de Flensburg en su memoria, consistente de una estatua con pedestal a la que se añadió un relieve mostrando al tamborista de Kolding. Además una calle en Flensburg y otra en Kiel son nombradas en su honor.

## Honores
- Ciudadano Honorario de Flensburg, 1872[1]

### Órdenes y condecoraciones
- Reino de Prusia:[6]
  - Caballero de la Orden del Águila Roja, 4.ª Clase con Espadas, 1853; 2.ª Clase con Estrella y Hojas de Roble, 1871; 1.ª Clase con Espadas en Anillo, 22 de marzo de 1873;[7] Gran Cruz, 16 de septiembre de 1881[8]
  - Cruz al Servicio
  - Caballero de Honor de la Orden de San Juan, 1865; Caballero de Justicia, 1874[8]
  - Pour le Mérite (militar), 20 de septiembre de 1866; con Hojas de Roble, 5 de diciembre de 1870[9]
  - Cruz de Hierro (1870), 1.ª Clase con 2.ª Clase en Banda Negra[10]
- Ducados Ernestinos: Comandante de la Orden de la Casa Ernestina de Sajonia, 2.ª Clase, febrero de 1859[11]
- Gran Ducado de Hesse: Cruz al Mérito Militar, 30 de enero de 1871[12]
- Gran Ducado de Mecklemburgo-Schwerin: Cruz al Mérito Militar, 2.ª Clase[6]
- Imperio ruso:[6]
  - Caballero de la Imperial Orden de San Vladimir, 4.ª Clase
  - Caballero de la Imperial Orden de Santa Ana, 2.ª Clase con Corona
- Sajonia-Weimar-Eisenach: Comandante de la Orden del Halcón Blanco, 24 de marzo de 1859[13]
- Suecia-Noruega: Comandante de la Real Orden de la Espada, 1.ª Clase, 21 de diciembre de 1859[14]